# 岸澤式佐
岸澤 式佐（きしざわ しきさ）は、常磐津節の三味線方の名跡。新字体：岸沢式佐。代々岸沢流家元を名乗る。

## 初代
（享保15年（1730年） - 天明3年9月24日（1783年10月19日））
右和左古式部の門弟。佐々木市蔵、初代常磐津文字太夫の相三味線で活躍。
後に2代目岸澤古式部を襲名。1769年に立三味線に昇進。
作曲に「善知鳥」など。

## 2代目
（宝暦7年（1757年） - 文政6年（1823年）11月）
初代の門弟の市治が師匠没の1783年に2代目式佐を襲名し立三味線に昇進。後に3代目古式部が襲名。一時岸澤右和左と名乗ったこともある。
主な作曲に「積恋雪関扉」「夕霧」「忠信」等。

## 3代目
（安永3年（1774年） - 文政12年（1829年））
2代目の門弟で2代目岸澤九蔵が1800年に3代目式佐襲名したが同年に故あって破門され富本節で数寄屋藤八を名乗る。詫びを入れて復帰し、1820年に2代目岸澤右和佐を襲名。後に一門での家元争いでトラブルになり憤死を遂げる。
多くの作曲を残す。

## 4代目
（安永元年（1772年） - 文政5年5月23日（1822年7月11日））
初代鳥羽屋里長の門弟で万助、府川文蔵、花房文蔵、3代目の門弟の岸澤文蔵、1807年に4代目式佐を襲名。3代目没後家元に継承したが関西、京都巡業後に名古屋にて客死。
作品に「源太」「梶原」等。

## 5代目
（文化3年（1806年） - 慶応2年12月19日（1867年1月24日））
4代目式佐の実子で名を仲助。1825年11月中村座で5代目式佐を襲名。1833年6月に名古屋にて盛大な襲名披露、翌年同地で4代目の13回忌追善を行った。1853年に4代目古式部を襲名。4代目常磐津文字太夫（後の初代常磐津豊後大掾で歌舞伎役者の4代目市川門之助）の相三味線を勤める。その後4代目文字太夫と不和になるが実子6代目式佐の三味線で立語りとなった。
1864年に初代岸澤竹遊斎を名乗る。
現在残される作曲の多くは5代目式佐の作。
実子が6代目式佐、2代目竹遊斎。

## 6代目
（天保4年（1833年） - 明治31年（1898年）2月26日）
5代目式佐の実子。実の弟が2代目岸澤竹遊斎。初代岸澤巳佐吉が1859年に6代目式佐を襲名し家元を継承。1892年に5代目古式部を襲名。
父に次ぐ作曲の名手で多くの曲を残す。7代目常磐津小文字太夫（後の初代常磐津林中）の相三味線を勤める。
養子が7代目式佐。
作曲に「紅葉狩」「戻橋」等。

## 7代目
（安政6年10月16日（1859年11月10日） - 昭和19年（1944年）9月18日）本名は岸沢巳佐吉。幼名を亀太郎。
東京牛込の生まれ、常磐津左喜太夫の孫で6代目の養子。2代目巳佐吉が7代目式佐を襲名したが一時返上しあらために家元と同時に名乗った。後に6代目古式部を襲名。
作品に「墨塗女」「三人片輪」等。
実子が10代目式佐、養子が9代目式佐。

## 9代目（代数を一代飛ばす）
（明治6年（1892年）3月15日 - 没年不詳）本名は小松原正一。
7代目の養子。1908年に3代目巳佐吉、1882年に9代目式佐を襲名したが養父の7代目式佐の実子が式佐の襲名の話があったため名を返上し、1927年に常磐津勘右衛門と改名し常磐津正派を興した。

## 10代目
（明治42年（1909年）4月28日 - 昭和37年（1962年）9月4日）本名は岸沢正。
東京の生まれ、7代目式佐の実子。1923年に3代目巳佐吉、1931年に10代目式佐を襲名。
「渋蛇の目」「猿蟹合戦」などの作曲を残す。

## 11代目
東京都墨田区柳橋の生まれ、伯父が歌舞伎役者の八代目坂東三津五郎。1961年に巳佐吉の名で初舞台。高校時代にアイスホッケーで第17回（1962年）と18回（1963年）国民体育大会に出場の実績がある。1967年に成城大学文芸学部卒業。1973年に11代目式佐を襲名。